# Morpho phokylides
Morpho phokylides är en fjärilsart som beskrevs av Hans Fruhstorfer. Morpho phokylides ingår i släktet Morpho och familjen praktfjärilar. Inga underarter finns listade i Catalogue of Life.